# Roth, Altenkirchen
Roth är en kommun och ort i Landkreis Altenkirchen i förbundslandet Rheinland-Pfalz i Tyskland. I kommuen fonns byarna Hämmerholz, Hohensayn, Nisterau, Nisterbrück, Oettershagen och Thal.
Kommunen ingår i kommunalförbundet Verbandsgemeinde Hamm (Sieg) tillsammans med ytterligare 11 kommuner.